# Plaça de l'Àngel
La plaça de l'Àngel de Sabadell es troba al centre de la ciutat. Concretament en el punt on s'entrecreuen el passeig de Manresa i la via de Massagué, com també el carrer de la Salut i el carrer de les Valls. Es va formar a les acaballes del segle xix en fusionar-se en una de sola les placetes del Raval i de Manresa. En urbanitzar-se, l'any 1894, s'anomenà de l'Àngel, en record del portal construït el 1569 a la sortida del camí de Caldes que s'obria a la nova plaça. L'any 1934 s'hi va canviar el nom per plaça d'Ignasi Iglésias, però el 1939 el consistori franquista la va anomenar del Ángel i el 1985 el nom es va catalanitzar.
L'any 2013 la plaça es va remodelar: s'hi van suprimir les places d'aparcament de cotxes i s'hi va crear una zona de jocs infantils. Les obres formen part de la remodelació del centre de la ciutat, que afecten el passeig de Manresa, el passeig de la Plaça Major i el Racó del Campanar.